# Harry Blackstaffe
Henry Thomas Harry Blackstaffe (født 28. juli 1868 i Islington, London, død 22. august 1951 West Wickham) var en britisk roer, som deltog i OL 1908 i London.

## Idrætskarriere
Blackstaffe var i mange år en af Englands bedste roere og vandt blandt andet ni sejre i London Cup, fem i Wingfield Sculls og én i Henley (Diamond Sculls). Specielt den sidstnævnte var en stor triumf for ham, fordi han som udlært slagter havde svært ved overhovedet at få lov til at deltage. Ved OL 1908 deltog ni roere fra seks lande, og den 40-årige Blackstaffe vandt både sin kvart- og sin semifinale, hvorpå han i finale var oppe mod landsmanden, den tyve år yngre Alexander McCulloch, der havde vundet Diamond Sculls tidligere på sæsonen. McCulloch lagde sig i spidsen fra løbets start og førte, indtil Blackstaffe ved 1200 yards (løbet var på 1½ mile) indhentede ham. Ved mile-mærket var Blackstaffe foran med ¾ bådlængde, og McCulloch kunne ikke svare igen, så Blackstaffe endte med at vinde med 1¼ længde.
Blackstaffe afsluttede sin aktive rokarriere efter denne sejr. OL-sejren medførte, at han blev udnævnt til frimand i City of London, og han blev også vicepræsident (på livstid) for Amateur Rowing Association.
Han dyrkede ud over roning også terrænløb og vandt flere konkurrencer i denne sport. Derudover var han også engageret i boksning og medlem af det engelske Amateur Boxing Association. På den baggrund fungerede han ved OL 1908 også som dommer i boksekonkurrencerne.